# Crag Cave

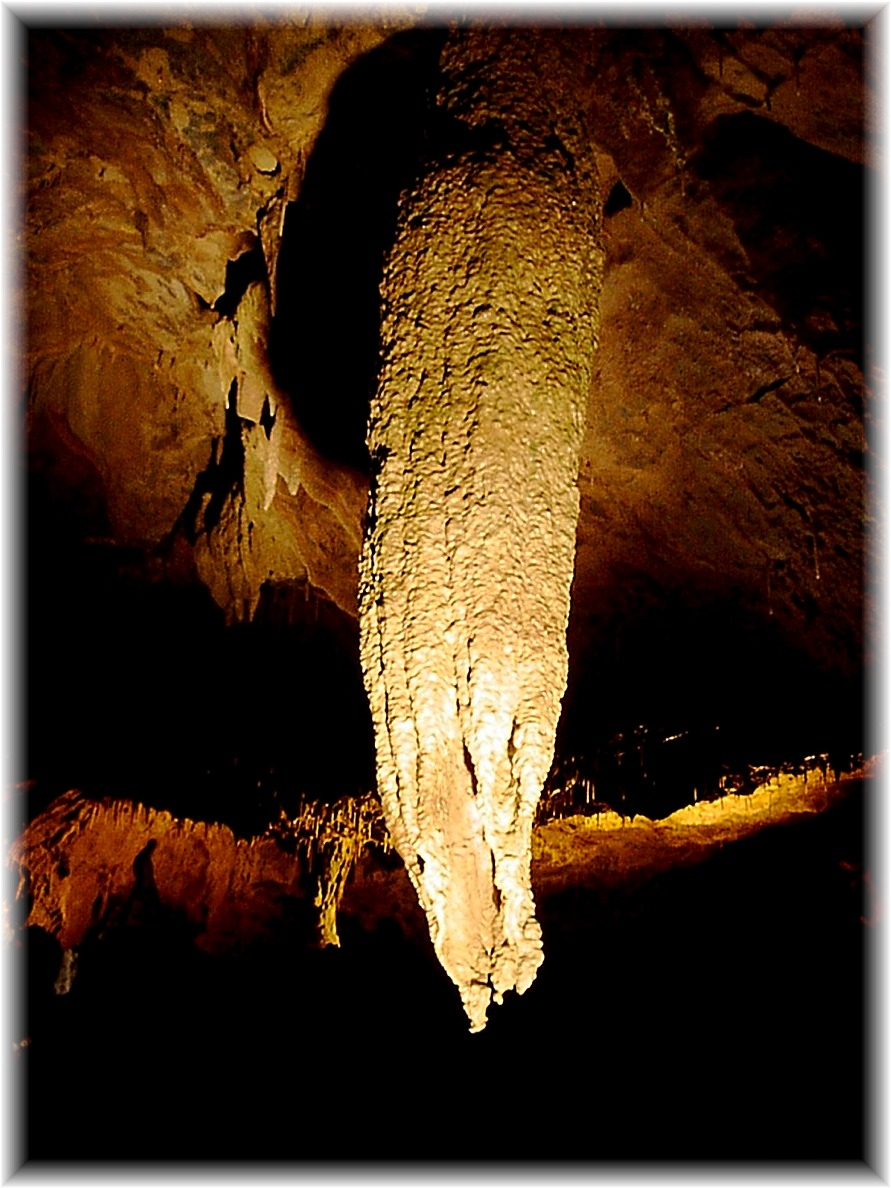
Crag Cave mit ihrem größten Stalaktit

Crag Cave (irisch Pluais na Craige) ist eine Höhle in unmittelbarer Nähe der Stadt Castleisland im County Kerry in Irland.
Mit exakt 3,81 Kilometer Länge ist sie eine der größten Tropfsteinhöhlen der Insel.
Als im Jahre 1981 das Trinkwasser der Stadt verstärkt Verschmutzungen aufwies, musste man den verschiedenen Fluss- und Bachläufen nachgehen und stieß auf dieses Höhlensystem. Nach eingehenden Erforschungen wurde 1989 die Höhle auf etwa 350 Meter Länge der Öffentlichkeit zugänglich gemacht.
Der Kalkstein wurde von unterirdischen Flüssen ausgewaschen und stellt ein Labyrinth aus verwinkelten Gängen, Kammern und Tunneln dar. Tropfsteine unterschiedlichster Größe wachsen von den Decken. Die schönsten werden mit Scheinwerfern angestrahlt.
Koordinaten: 52° 14′ 49″ N, 9° 26′ 42″ W